# Пайнвилл (Луизиана)
Пайнвилл (англ. Pineville) —  город прихода Рапидс в штате Луизиана в Соединённых Штатах Америки.
Согласно проведённой в 2020 году переписи населения США, население города составляло 14 384 человека; это 22-й город штата по числу жителей.

## История
В 1860 году в шаговой доступности от Пайнвилла открылась Военная академия и образовательная семинария штата Луизиана, которая со временем была преобразована в Университет штата Луизиана.
Исторически Пайнвилл был «сухим» городом, в котором не было в продаже легально доступных Алкогольных напитков. На референдуме, проведенном в 1980-х годах, избиратели продолжили поддерживать запрет на алкоголь. Мэр Кларенс Филдс, вступивший в должность в 1999 году, поддержал проведение еще одного референдума, чтобы разрешить продажу спиртных напитков в ресторанах. На дополнительных выборах в 2013 году избиратели одобрили продажу спиртных напитков в ресторанах.

## География
Пайнвилл расположен через реку Ред-Ривер от более крупного города Алегзандрия, который является административным центром округа, и является частью Алегзандрийской столичной статистической зоны.
По данным Бюро переписи населения США, общая площадь города составляет 12,1 квадратных миль (31,3 км2), из которых 11,5 квадратных миль (29,7 км2) — это суша, а 0,6 квадратных миль (1,6 км2) (4,97%) — водная поверхность.

## Климат
Для этого климатического региона характерны большие сезонные перепады температур, с тёплым или жарким и влажным летом и мягкой зимой. Согласно системе классификации климатов Кёппена, в Пайнвилле влажный субтропический климат, на климатических картах обозначаемый как «Cfa».